# آندریاس ای. جونز
آندریاس آریستیوس جونز (به انگلیسی: Andrieus Aristieus Jones) سناتور سابق عضو حزب دموکرات ایالات متحده آمریکا بود. وی در سال ۱۹۱۷ تا ۱۹۲۷ میلادی سناتور ایالت نیومکزیکو در سنای ایالات متحده آمریکا بود.